# Distretto urbano di Hörde
Il distretto urbano di Hörde è uno dei 12 distretti urbani della città tedesca di Dortmund.